# Dravida
Dràvida o Dravidi anche detti Dravid è il nome che viene dato alle genti del gruppo etnolinguistico e culturale dell'Asia meridionale e che parla la maggior parte una delle lingue dravidiche. Colonizzarono la zona indiana nel 6000-5000 a.C. imponendosi sugli autoctoni, e dando forse origine alla civiltà della valle dell'Indo. Parlano lingue non indoeuropee e agglutinanti.

Spesso oggi si indicano come dravidiche le popolazioni parlanti lingue dravidiche che sono maggiormente concentrate nella zona meridionale dell'India, nel nordest dello Sri Lanka e in piccole zone del Pakistan, del Bangladesh e del Nepal, anche se non necessariamente sono le dirette discendenti di tale popolo.
Dal punto di vista genetico i popoli di origine Dravidica sono accostati agli Aplogruppi del cromosoma Y L nel nord-ovest e aplogruppo H nel sud.

## Origini
La parola dravidico deriva dal nome etnico Dravida o Dramila o Dramida da cui proviene l'aggettivo moderno tamil o tamul.
I Dravidi sono, secondo molti studi, originari dell'attuale Iran e migrarono nel Subcontinente indiano circa 8500-7000 anni fa. Dal punto di vista etnico è nell'alta valle del Gange e lungo il corso dell'Indo che si presentano le maggiori tracce del DNA del tipo Dravidico anche se sotto il profilo linguistico le successive invasioni indoeuropee hanno cancellato ogni traccia. Per via della divisione in caste, nel Nord e nel Centro dell'India gli aplogruppi L e H, accostabili ai popoli Dravidici, sono presenti in maggioranza nelle caste più basse della società, mentre le caste più alte sono tipicamente più "indoeuropee".
Viceversa le popolazioni del sud dell'India presentano tratti somatici solo in parte dravida e molto più dovuti alle componenti aborigene australoidi e altre, ciò nonostante è nel sud che si parlano chiaramente lingue dravidiche come il tamil. Questo perché in India come altrove non necessariamente le divisioni linguistiche corrispondono a quelle dell'antropologia fisica.

## La civiltà dell'Indo

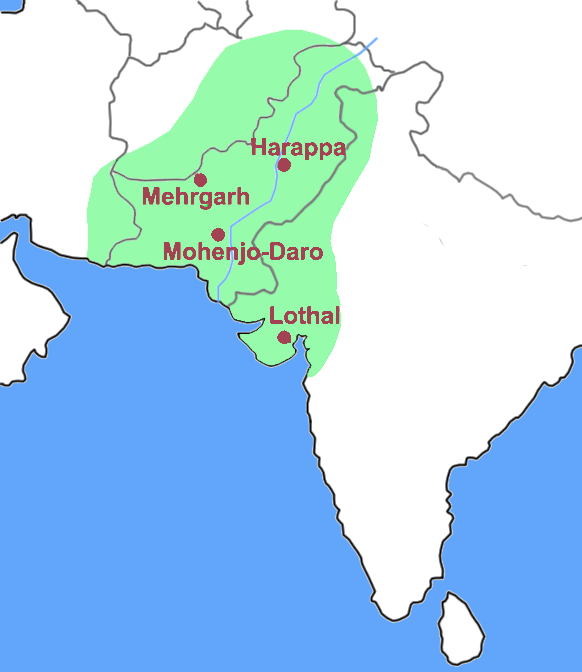
Zona di sviluppo della civiltà della valle dell'Indo.

A partire dal X millennio a.C. i dravidi svilupparono una civiltà molto evoluta per l'epoca nella zona del fiume Indo e dell'ormai scomparso Sarasvati di cui le città di Mohenjo-Daro e Harappa sono le rappresentanti di cui si hanno più testimonianze. Poco infatti è sopravvissuto alla successiva invasione ariana di questa cultura tanto che fu dimenticata fino ai primi scavi intorno al 1920.
Ci fu lo sviluppo dell'agricoltura, dell'uso della scrittura e dell'urbanizzazione con il sorgere di svariate città in mattoni, cotti o crudi. Frequenti furono i rapporti culturali e commerciali con la Mesopotamia e l'Antico Egitto. I testi sumeri ed accadici si riferiscono ripetutamente a un popolo con cui ebbero attivi scambi commerciali, chiamato Meluhha, che sarebbe da identificare con la civiltà della valle dell'Indo.
Verso il 1900 a.C., alcuni segni mostrano la comparsa dei primi problemi e intorno al 1800 a.C., la maggior parte delle città erano state del tutto abbandonate. Una delle cause di questa rapida fine potrebbe essere stata un cambiamento climatico importante: alla metà del III millennio sappiamo che la valle dell'Indo era una regione verdeggiante, ricca di foreste e di animali selvatici, molto umida, mentre intorno al 1800 a.C. il clima si modificò, diventando più freddo e più secco. Il fattore principale fu la probabile sparizione della rete idrografica del fiume Sarasvati, citato nel Rig Veda, dovuto ad una catastrofe tettonica. La carenza improvvisa di risorse idriche portò a carestie che indebolirono a tal punto questa civiltà da renderla vulnerabile ai continui attacchi delle più primitive ma molto bellicose tribù arie che infine si imposero in questa zona come forza egemone a partire dal 1300 a.C.

## I dravida dopo l'egemonia ariana

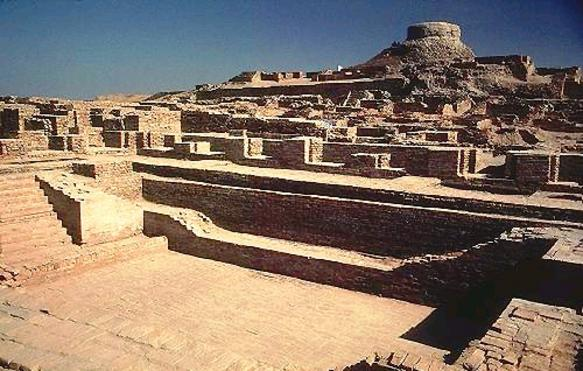
I resti riportati alla luce della città di Mohenjo-Daro.

Nel 1300 a.C. assistiamo al consolidamento del dominio degli arii in tutto il nord-ovest indiano e progressivamente sul Panjab, sulla valle del Gange e nel 1000 a.C. fino al Gujarat.
L'influenza dravidica continuerà a essere egemone sul sud dell'India, dove sorgeranno vari regni molto evoluti, principalmente il regno dei Chola, quello dei Chera, quello dei Pandya e in seguito i Pallava, spesso in guerra fra loro, che manterranno l'indipendenza da domini stranieri per più di 2000 anni.

Anche a nord questo popolo non scomparve. Le popolazioni dravidiche si fondono coi nuovi conquistatori, creando una nuova civiltà che porterà le tracce di entrambe le eredità. Tuttavia, nonostante molte eccezioni, i vincitori impongono un sistema sociale basato sulle caste che estromette i discendenti dei Dravida dalle posizioni più influenti. Articolato in brahmani (sacerdoti e studiosi dei testi sacri, unici abilitati alla celebrazione dei riti sacri), kshatriya (guerrieri rappresentanti il ceto politico-amministrativo), vaishya (artigiani, commercianti, allevatori), shudra (servitori addetti ai lavori proibiti agli arii) e paria (gli intoccabili, cioè i fuori casta) questo sistema riserva le prime due e più importanti caste ai soli discendenti degli Arii.

## Religioni dravidiche

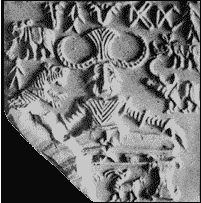
Shiva in una stele della civiltà della valle dell'Indo.

La religione dravidica si fonda sul culto per la Dea Madre, per il dio Shiva, per gli alberi sacri, per alcuni animali quali la vacca e il cobra, e per i simboli sessuali intesi come continuità del genere umano; molto importante è anche il rito della cremazione.
Lo shivaismo o Śivaismo rimane la religione dominante dell'India fino all'arrivo degli Arii.
Risalgono a questo remoto passato molti emblemi cosiddetti fallici (lingam), identici a quelli usati ancora oggi e alcune immagini che rappresentano il dio in una posizione tipica dello yoga, disciplina che anche secondo la tradizione hindu è stata creata da Shiva per sublimare e utilizzare a fini spirituali e magici le energie sessuali. Per i Purāṇa, Shiva si manifestò in India nel VI millennio a.C. e insegnò all'uomo la religione, la filosofia, l'arte e la scienza. Tutte le pratiche dello Śivaismo sono sconosciute ai Veda ariani. I conquistatori anzi attaccarono violentemente il culto del dio e in particolare la venerazione del fallo ma, gradualmente, come per tanti altri aspetti della preesistente cultura dravidica finirono per assimilarlo e integrarlo nella successiva religione brahmanica.
Il contributo dell'antica filosofia pre-ariana all'attuale pensiero hindu è in definitiva superiore a quello apportato dagli arii vedici.
Lo shivaismo ha infine avuto influenze marcate nel periodo protostorico su tutto il mondo mediterraneo e mesopotamico. Il mito di Osiride è una variante di una storia di Shiva nei Purāṇa, il culto di Dioniso in Grecia e Bacco tra i Latini sono propaggini dello shivaismo. Lo stesso Alessandro Magno identificherà Shiva con Dioniso. La città di Nysa (nei pressi dell'attuale Djelalabad in Afghanistan), che era un importante centro dello shivaismo, è menzionato da Omero come luogo sacro a Dioniso. Infine Megastene ci dice che la vite, sacra a Dioniso, proveniva dalle terre ad est dell'Eufrate.
L'altra importantissima religione diffusa presso i dravidi era il jainismo.
Erroneamente spesso questa religione è ritenuta di epoca molto più tarda (VI secolo a.C.) poiché si confonde il suo riformatore Mahavira (559 a.C.-487 a.C. o 468 a.C.) come fosse il fondatore ma egli è solo l'ultimo dei 24 profeti jaina. Gli storici occidentali hanno per molto tempo ritenuto un mito gli altri 23 profeti, ma col tempo sono emerse le prove del contrario, in particolare non vi sono più dubbi sulla reale esistenza di Parshvadeva precedente di 250 anni Mahavira.
Il jainismo è una religione moralista ed atea. Non nega in realtà la possibile esistenza di esseri trascendenti ma piuttosto la possibilità per l'uomo di entrare in contatto con essi, motivo per cui l'umanità non se ne deve occupare. Dal jainismo provengono la teoria del Karma e della reincarnazione e quella della non-violenza da cui deriva per i jaina il vegetarismo. Le virtù della nudità totale, le purificazioni, le abluzioni rituali, il suicidio per digiuno e l'ideale della vita monastica sono anch'essi tutti concetti jaina. Regole analoghe sono state adottate dai monaci buddhisti e dagli asceti erranti brahmanici. Il jainismo sembra aver influenzato i primi cristiani, specialmente gli gnostici, ma soprattutto il buddhismo (Buddha e Mahavira furono contemporanei).

## L'eredità dravidica

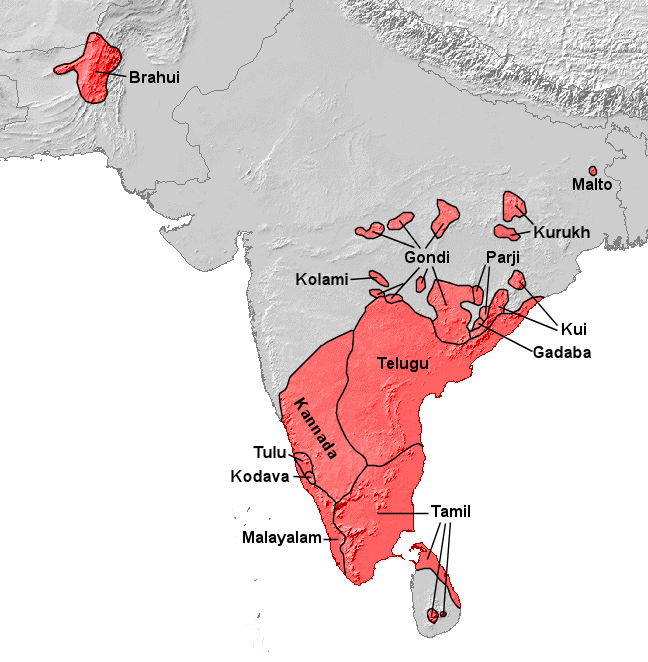
L'attuale distribuzione delle genti di origine dravidica

Secondo la tradizione indiana le penetrazioni ariane nel subcontinente indiano iniziarono fin dal 3200 a.C.
Sicuramente in India gli arii dopo aver determinato, o almeno accelerato, la fine della civiltà dell'Indo finirono per acquisire e fare propria buona parte della superiore tradizione e cultura dravidica. La contaminazione fu tale che i poemi epici vedici che narrano la cosiddetta Guerra del Mahābhārata raccontando la sconfitta dei malvagi invasori ad opera delle popolazioni autoctone altro non fanno, senza saperlo, che narrare l'iniziale superiorità dravida sulle più primitive tribù ariane.
Questo fatto non deve stupire se si pensa che il senso della storia in India è sempre stato, fino al 1900 almeno, molto diverso da quello occidentale e non ha mai dato molto importanza alle date né ai documenti scritti, facilitando così sia la mitizzazione degli avvenimenti sia la loro integrazione nei sacri inni veda. Nel sud invece, dove perdurò l'egemonia dravica, continuò fino al primo secolo dell'era cristiana la tradizione dei Sangham di cui si ha traccia fin dal 9990 a.C. I Sangham erano in pratica delle riunioni di poeti che partecipavano alla stesura di grandi opere collettive che tanto hanno influenzato l'antica letteratura indiana e tamil.
Infine nel campo della filosofia e della religione si è già detto di quali profonde influenze abbiano avuto i riti dravidici, e in particolare lo shivaismo, sul successivo brahamanesimo vedico e come il gianismo sia da ritenere un'eredità dravidica.

### Dravida e Ariani nel dibattito politico
In India, sotto l'Impero britannico, i britannici hanno usato l'idea della razza ariana conquistatrice per fondere la dominazione britannica con il sistema delle caste indiano. Si ribadiva che gli Ariani erano gente "bianca" che aveva invaso l'India nei periodi antichi, sottomettendo i Dravidi indigeni più scuri, che sono stati poi spinti verso sud. Così la fondazione dell'Induismo è stata attribuita agli invasori "bianchi" che si erano stabiliti come caste dominanti e che avevano scritto i testi Veda. Che l'idea di un'invasione ariana abbia originato anche fantasie coloniali britanniche dimostra che tutta la teoria delle espansioni indo-ariane storiche rimane altamente discutibile e in India anche oggi continua ad alimentare il dibattito politico e religioso. Molti dravidi, sostenitori del movimento di Dalit, più comunemente tamil, sostengono che il culto di Śiva è una religione dravidica distinta dall'Induismo ariano. In opposizione, il movimento nazionalista indiano di Hindutva sostiene che nessun'invasione o espansione ariana sia mai avvenuta, asserendo che la credenza Veda è nata dalla civiltà della valle dell'Indo, che è precedente alla presunta invasione degli indo-ariani in India e che è identificata come probabile candidata per una cultura di proto-dravidi.